# Flughafen Kirkenes

i7
i11
i13
Der Flughafen Kirkenes-Høybuktmoen (IATA-Code: KKN, ICAO-Code: ENKR) ist ein Flughafen in Norwegen und befindet sich ca. zehn Kilometer westlich des Stadtzentrums von Kirkenes.
Der Flughafen besitzt eine asphaltierte, 2045 Meter lange Start- und Landebahn (06/24), über die alle zivilen Flugbewegungen abgewickelt werden. Eine zweite, etwa 1200 Meter lange, Start- und Landebahn (15/33), die in der militärischen Planung des Flughafens noch vorgesehen war, ist zwar angelegt worden, jedoch derzeit nicht befestigt und wird derzeit nicht verwendet.

## Geschichte

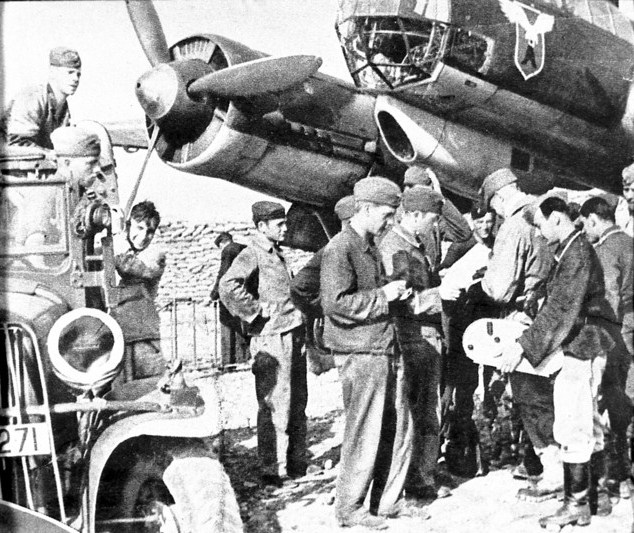
Übernahme der Filmkassette aus einem Ju-88-D-2-Fernaufklärer der 1.(F)/124, ca. 1941–42

Während des Zweiten Weltkrieges errichtete die deutsche Luftwaffe den Flughafen mit zwei sternförmig angelegten Start- und Landebahnen (1000 m und 1200 m). Von Juni 1941 bis Oktober 1944 war ständig eine Fliegerhorstkommandantur der Luftwaffe hier stationiert. Ein langjähriger Nutzer war zwischen Juni 1941 und August 1944 die 1. Staffel der Aufklärungsgruppe 124 (1.(F)/124), die von hier aus auch Nordmeergeleitzüge aufklären sollte und deren meist genutzter Flugzeugtyp die Junkers Ju 88 D-1/D-2 war. In der zweiten Jahreshälfte 1941 waren hier auch Teile des Jagdgeschwaders 77 ausgestattet mit der Messerschmitt Bf 109E und die IV. Gruppe des Lehrgeschwaders 1 mit der Junker Ju 87B beheimatet. Diese unterstützten beim Unternehmen Silberfuchs deutsche Gebirgsjäger beim Angriff auf Murmansk. Nachdem das Unternehmen gescheitert war, verließen die meisten Einheiten den Flughafen. Weiterhin waren hier stationiert die I. Gruppe des Sturzkampfgeschwaders 5 mit der Focke-Wulf Fw 190 von Dezember 1942 bis Januar 1943 und die III. Gruppe des Jagdgeschwaders 5 mit der Messerschmitt Bf 109G im Oktober 1944. Dieser erste Flughafen wurde beim Rückzug der Deutschen zerstört. 
Der zivile Flughafen Kirkenes wurde 1963 neu eröffnet.

## Verbindungen
Von Kirkenes aus starten Maschinen nach Alta, Berlevåg, Båtsfjord, Hammerfest, Honningsvåg, Lakselv, Mehamn, Oslo, Sørkjosen, Tromsø, Vadsø und Vardø. Die Verbindungen werden von den Fluglinien SAS Scandinavian Airlines und Widerøe geflogen.
Zusätzlich werden Kopenhagen, Köln/Bonn, München und Sundsvall mit Charterflügen angeflogen.
Dabei kommen vorrangig die Mittel- und Kurzstrecken-Flugmuster Boeing 737, Airbus A320 und De Havilland DHC-8 zum Einsatz.